# Pratt & Whitney Canada JT15D
Le JT15D est un turboréacteur à flux renversé construit par Pratt & Whitney Canada. Sa première version de 1971 avait une poussée de 9 800 N (2 200 lbf). Les dernières versions du modèle offrent jusqu'à 15 000 N (3 400 lbf). Environ 6 600 unités furent livrées pour accumuler plus de 41 millions d'heures de vol. Le JT15D est surtout utilisé comme moteur principal pour les jets d'affaires.

## Historique

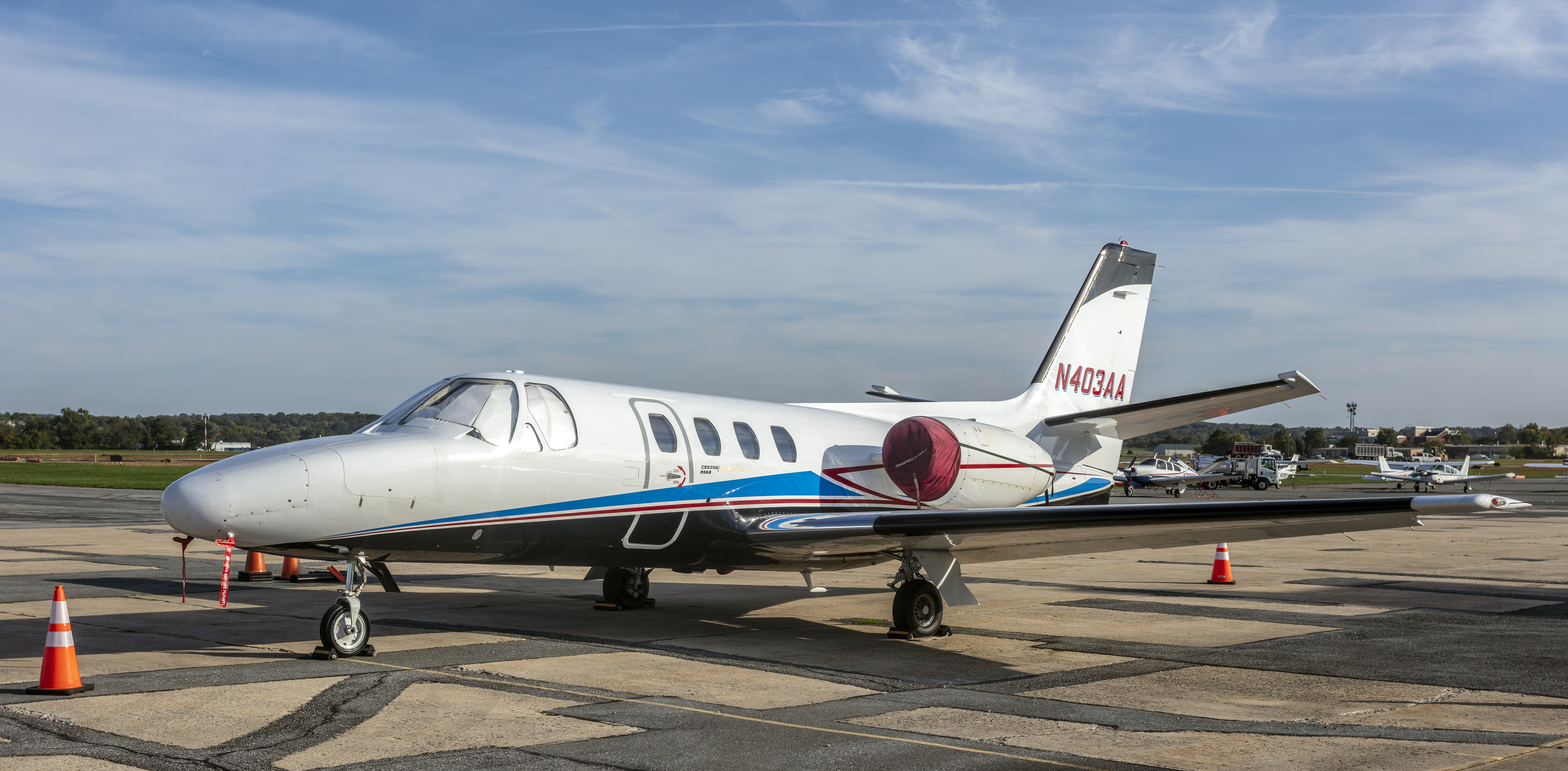
Le Citation I, pour qui le JT15D a été conçu.

Les premiers avions d'affaires à réaction apparaissent au tout début des années 1960, avec l'entrée en service du Lockheed JetStar en 1961. Ce nouveau segment de marché devient vite très concurrentiel, avec l'apparition du North American Sabreliner, du British Aerospace 125, du Dassault Mystère 20, du Learjet 23, du IAI Westwind qui ont tous volé avant la fin 1963. Ces appareils ont en commun qu'ils utilisent des réacteurs directement issus de programmes militaires. Seul le Falcon 20 dispose d'un réacteur à double flux, le CF700. Ces moteurs sont très consommateurs de carburant et très bruyants. Cessna, désireux d'entrer à son tour sur ce marché des avions d'affaires, passe en 1966 un contrat avec Pratt & Whitney Canada pour le développement d'un petit turboréacteur à double flux, répondant aux demandes du marché civil, et d'une poussée de l'ordre de 10 kN, pour son appareil qui s'appellera le Cessna Citation I. Le moteur commence ses essais au banc en septembre 1967. Il vole en 1968, sur un Avro Canada CF-100 Canuck modifié pour l'occasion, puis en 1969 sur le prototype du citation. 
Le réacteur a connu un vif succès commercial dans les années 1970 à 1990, équipant principalement des avions d'affaires. Environ 6700 exemplaires ont été produits. À la fin des années 1990, P&WC met sur le marché un nouveau moteur de la même classe, le Pratt & Whitney Canada PW500. 
À partir de 2015, Pratt & Whitney Canada se désengage graduellement de la production de pièces détachées pour la maintenance des JT15D. Un premier contrat est signé avec la société britannique Ontic Engineering & Manufacturing UK Ltd, spécialiste de la maintenance de moteurs, pour transférer la production de certaines pièces chez Ontic. Trois contrats supplémentaires sont  dans les années suivantes, concernant de plus en plus de pièces.

## Architecture

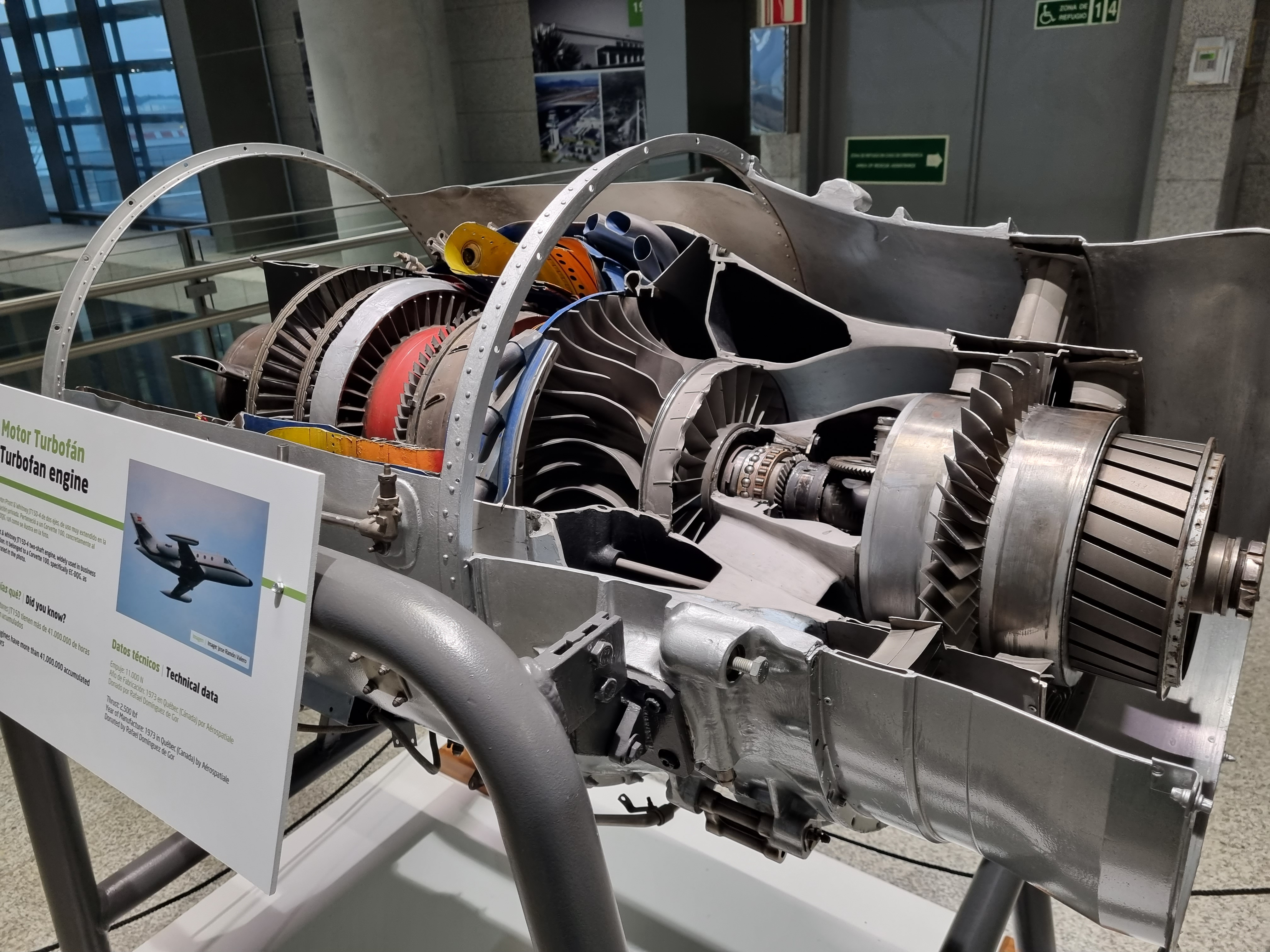
JT15D ouvert en exposition, exposé à l'aéroport de Malaga.

Le JT15 a une conception peu commune dans le domaine des turboréacteurs à double flux : son compresseur haute pression est un compresseur radial (ou centrifuge), et non axial. Il partage cependant cette caractéristique avec le Garrett TFE731.
Le JT15D est à double corps, c'est-à-dire qu'il possède deux arbres coaxiaux tournant à des régimes différents. L'air admis par le moteur passe d'abord dans une soufflante, actionnée par l'arbre basse pression. Le taux de dilution est de 3.2, c'est-à-dire que pour un mètre cube d'air aspiré par la soufflante qui continue sa course dans la partie centrale du réacteur, 3.2 mètres cubes le contournent et constituent le flux froid. L'air du flux chaud passe ensuite par le compresseur centrifuge. Conséquence du choix d'un compresseur centrifuge, la chambre de combustion est elle aussi assez particulière, à flux renversé. Côté turbines, la turbine haute pression est à un seul étage, la turbine basse pression en compte deux. L'architecture du moteur est donc remarquablement minimaliste, avec seulement une soufflante, un compresseur et trois étages de turbine.
À partir du JT15D-4 apparaît un compresseur (axial) basse pression supplémentaire, entre la soufflante et le compresseur centrifuge.

## Variantes
Le premier modèle, le JT15D-1, fut introduit pour alimenter le Cessna Citation I, alors connu sous le nom de Fanjet 500. Le JT15D-4 apporta une poussée supplémentaire de 1 300 N (300 lbf). Il equipe le Mitsubishi Diamond 1A, l'Aerospatiale Corvette et le SIAI Marchetti S.211.
Le modèle JT15D-5 fut certifié en 1983. Les premières versions offraient 12 900 N (2 900 lbf) de poussée et étaient utilisées sur le Beechjet 400A et le Cessna T-47 (en)A. Des versions de ce modèle furent également introduites :
- Le -5A pour le Cessna Citation V;
- Le -5B pour le Beechcraft T-1A Jayhawk et
- Le -5C pour le DASA Ranger 2000 (en) et le S-211A.

La dernière version, le JT15D-5D, fut certifiée en 1993 avec une poussée à sec de 13 500 N (3 045 lbf). Il est utilisé sur le Cessna UC-35A et le Cessna Citation Ultra.

## Avions équipés

### Avions d'affaires
- Cessna Citation I, II, V.
- Aérospatiale Corvette
- Hawker 400
- Honda MH02 (non produit en série, un prototype seulement)

### Avions d'entraînement
- SIAI Marchetti S.211
- Raytheon T-1 Jayhawk (version militaire du Hawker 400)
- Rockwell Ranger 2000 (non construit en série)
- Aermacchi M-311 (prototype seulement)

### Drones
- EADS Barracuda
- Boeing Bird of Prey (un seul prototype)
- Northrop Grumman X-47A Pegasus (démonstrateur, non construit en série)